# Young-Luv.com
 (mai 2023).
La mise en forme du texte ne suit pas les recommandations de Wikipédia : il faut le « wikifier ».
Les points d'amélioration suivants sont les cas les plus fréquents. Le détail des points à revoir est peut-être précisé sur la page de discussion.
- Les titres sont pré-formatés par le logiciel. Ils ne sont ni en capitales, ni en gras.
- Le texte ne doit pas être écrit en capitales (les noms de famille non plus), ni en gras, ni en italique, ni en « petit »…
- Le gras n'est utilisé que pour surligner le titre de l'article dans l'introduction, une seule fois.
- L'italique est rarement utilisé : mots en langue étrangère, titres d'œuvres, noms de bateaux, etc.
- Les citations ne sont pas en italique mais en corps de texte normal. Elles sont entourées par des guillemets français : « et ».
- Les listes à puces sont à éviter, des paragraphes rédigés étant largement préférés. Les tableaux sont à réserver à la présentation de données structurées (résultats, etc.).
- Les appels de note de bas de page (petits chiffres en exposant, introduits par l'outil «  Source ») sont à placer entre la fin de phrase et le point final[comme ça].
- Les liens internes (vers d'autres articles de Wikipédia) sont à choisir avec parcimonie. Créez des liens vers des articles approfondissant le sujet. Les termes génériques sans rapport avec le sujet sont à éviter, ainsi que les répétitions de liens vers un même terme.
- Les liens externes sont à placer uniquement dans une section « Liens externes », à la fin de l'article. Ces liens sont à choisir avec parcimonie suivant les règles définies. Si un lien sert de source à l'article, son insertion dans le texte est à faire par les notes de bas de page.
- La présentation des références doit suivre les conventions bibliographiques. Il est recommandé d'utiliser les modèles {{Ouvrage}}, {{Chapitre}}, {{Article}}, {{Lien web}} et/ou {{Bibliographie}}. Le mode d'édition visuel peut mettre en forme automatiquement les références.
- Insérer une infobox (cadre d'informations à droite) n'est pas obligatoire pour parachever la mise en page.

Pour une aide détaillée, merci de consulter Aide:Wikification.
Si vous pensez que ces points ont été résolus, vous pouvez retirer ce bandeau et améliorer la mise en forme d'un autre article.
Albums de STAYC
Stereotype
(2021) We Need Love
(2022)
Singles
1. Run2U
Sortie : 21 février, 2022

Young-Luv.com est la deuxième EP du girl group sud-coréen STAYC. Il est sorti par High Up Entertainment le 21 février 2022 et contient six titres, dont le premier single « Run2U ».

## Contexte et sortie
Le 28 janvier 2022, High Up Entertainment a annoncé que STAYC sortirait un nouvel album au mois de février 2022. Le 8 février, une annonce a été publier sur le fait que STAYC publierait son deuxième album Young-Luv.com le 21 février Le 16 février, le teaser sur clip du premier single « Run2U » est sorti. Un jour plus tard, un teaser vidéo reprenant la mélodie du refrain, ainsi que la liste des morceaux, ont été publiés. Enfin, l'album est sorti le 21 février

## Promotion
Avant la sortie de l'EP, le 21 février 2022, STAYC a organisé un show en direct sur YouTube pour présenter le projet et communiquer avec ses fans.

## Accueil critique et commercial
Young-Luv.com a fait ses débuts a la première place du Gaon Album Chart sud-coréen entre le 20 et 26 février 2022 ;  sur le classement mensuel, l'album a fait ses débuts à la seconde place du numéro du classement de février 2022 avec 212 211 exemplaires vendus. Au Japon, l'EP a fait ses débuts à la place 44 du classement des albums Oricon le 14 mars 2022.

## Liste des pistes
| Liste des pistes de Young-Luv.com | Liste des pistes de Young-Luv.com | Liste des pistes de Young-Luv.com | Liste des pistes de Young-Luv.com | Liste des pistes de Young-Luv.com | Liste des pistes de Young-Luv.com | Liste des pistes de Young-Luv.com | Liste des pistes de Young-Luv.com | Liste des pistes de Young-Luv.com | Liste des pistes de Young-Luv.com |
| No                                | Titre                             | Auteur                            | Arrangement                       | Durée                             |                                   |                                   |                                   |                                   |                                   |
| --------------------------------- | --------------------------------- | --------------------------------- | --------------------------------- | --------------------------------- | --------------------------------- | --------------------------------- | --------------------------------- | --------------------------------- | --------------------------------- |
| 1.                                | Run2U                             | - B.E.P - Jeon Goon               | - Rado - FLYT                     | 3:33                              |                                   |                                   |                                   |                                   |                                   |
| 2.                                | Same Same                         | - B.E.P - Jeon Goon               | Rado                              | 3:01                              |                                   |                                   |                                   |                                   |                                   |
| 3.                                | 247                               | BXN                               | BXN                               | 3:10                              |                                   |                                   |                                   |                                   |                                   |
| 4.                                | Young Luv                         | - B.E.P - Jeon Goon               | FLYT                              | 3:26                              |                                   |                                   |                                   |                                   |                                   |
| 5.                                | Butterfly                         | BXN                               | BXN                               | 3:27                              |                                   |                                   |                                   |                                   |                                   |
| 6.                                | I Want U Baby                     | - will.b - van.gogh               | will.b                            | 2:53                              |                                   |                                   |                                   |                                   |                                   |
| 19:30                             |                                   |                                   |                                   |                                   |                                   |                                   |                                   |                                   |                                   |

## Crédits de l'album
Crédis adapté de Melon.
Studio
- Ingrid Studio – enregistrement, montage
- Koko Sound Studio – mixage
- Metropolis Mastering Studios – mastering

Personnel
- STAYC - voix (track 1–6), voix de fond (track 4 and 6)
- STAYC ( Sieun ) - chœurs (track 1–5)
- Jeon Goon - chœurs (track 1 and 4), paroles (track 1–2, and 4), composition (track 1–2, and 4)
- FLYT – chœurs (track 4), composition (track 1 and 4), arrangement (track 1 and 4), clavier (track 1 and 4), basse (track 1 and 4), batterie (track 4), piano (track 4)
- Rado – chœurs (track 4), arrangement (track 1–2), batterie (track 1–2), basse (track 2), clavier (track 2)
- BEP - paroles (track 1–2, and 4), composition (track 1–2, and 4)
- BXN – paroles, composition, arrangement (track 3 and 5)
- will.b – paroles, composition, arrangement, basse, programmation MIDI (track 6)
- Prime Time – composition (track 5)
- van.gogh – composition (track 6)
- Jung Eun-kyung - enregistrement, montage numérique (track 1–6)
- DRK - mixage (track 1–6)
- Kim Jun-sang - mixage (assistant) (track 1–6)
- Kim Min-woo - mixage (assistant) (track 1–6)
- Stuart Hawkes - mastering (track 1–6)
- Jwa Haeng-seog - batterie (track 3 and 5)
- Lee Gil-chan - clavier (track 3 and 5)
- Byeon Mu-hyeog – piano (track 5)

## Classements
| Classement (2022)                     | Meilleur place |
| ------------------------------------- | -------------- |
| Japanese Albums (Oricon)              | 44             |
| Japanese Hot Albums (Billboard Japan) | 23             |
| South Korean Albums (Gaon)            | 1              |

| Chart (2022)               | Meilleur place |
| -------------------------- | -------------- |
| South Korean Albums (Gaon) | 2              |

| Chart (2022)                 | Place |
| ---------------------------- | ----- |
| South Korean Albums (Circle) | 53    |

## Certifications et ventes
| Région                                                                  | Certification | Ventes/Streams |
| ----------------------------------------------------------------------- | ------------- | -------------- |
| Corée du sud                                                            | Platine       | 250 000        |
| ^Mise en rayon selon la certification xNon précisé par la certification |               |                |

## Historique  des sorties
| Région       | Date            | Format                       | Label             |
| ------------ | --------------- | ---------------------------- | ----------------- |
| Corée du Sud | 21 février 2022 | CD                           | - High Up - Kakao |
| Monde        | 21 février 2022 | - Téléchargement - Streaming | - High Up - Kakao |